# Hieracium fuliginosum
Hieracium fuliginosum es una especie de planta con flor del género Hieracium, de la familia Asteraceae, orden Asterales.

## Distribución
Hieracium fuliginosum se distribuye por Noruega, Finlandia y Rusia.

## Taxonomía
Fue descrita científicamente por (Laest.) Elfstr.
Tratamiento taxonómico
La especie aparece registrada y publicada en Hierac. Alp.